# Atari Lynx
L'Atari Lynx è una console portatile sviluppata da Atari nel 1989, la prima console portatile con vero schermo a colori al mondo.
Era diretta concorrente del Game Boy, console portatile monocromatica sviluppata da Nintendo nello stesso anno, e del Game Gear a colori prodotto da SEGA successivamente; sebbene fosse tecnicamente superiore, venne sconfitta commercialmente da entrambe e uscì di produzione nel 1995.

## Storia
La macchina fu originariamente sviluppata con il nome di "Handy" da Epyx e terminata nel 1987. Nello stesso anno Atari acquistò i diritti della console, per poi sostituire il joypad in rilievo con uno normale a tasti e modificare l'altoparlante interno. La console fu venduta negli Stati Uniti al costo di 179,95 dollari.
Facevano parte del gruppo dei progettisti che svilupparono la macchina anche Dave Needle e R.J. Mical, due dei progettisti fondamentali del computer Amiga; infatti l'ambiente di sviluppo del Lynx era basato proprio sui computer Amiga. Questo era fonte di imbarazzo per Atari dato che i computer Amiga erano concorrenti diretti dei computer Atari ST.
Il Lynx fu una console molto innovativa quando venne presentata; è stata la prima con display a colori retro illuminato, supportava il gioco in rete (fino a 17 giocatori utilizzando il ComLynx), poteva essere utilizzata da giocatori mancini, gestiva la distorsione e lo zoom in hardware, oltre a essere la prima console a permettere la generazione della grafica 3D con un limitato utilizzo della CPU.
Nonostante la netta superiorità tecnica del Lynx rispetto al Game Boy, l'aggressiva strategia di marketing e la migliore portabilità della propria macchina consentirono alla Nintendo di dominare il mercato delle console portatili relegando il Lynx al margine del mercato; oltretutto, rispetto al Game Boy, il Lynx soffriva di alcuni difetti come la ridotta durata delle batterie, il peso e più in generale le dimensioni. La console utilizzava 6 batterie stilo (rispetto alle quattro del Game Boy) e forniva un'autonomia minore per via dello schermo a colori e dell'illuminazione.
Verso la metà degli anni novanta la console venne dimessa dall'Atari. Il Lynx soffrì anche per l'arrivo del Game Gear, altra console portatile a colori sviluppata da SEGA. Le diverse scelte strategiche portarono il Lynx ad una morte prematura. Per esempio, il gruppo di marketing Atari aveva imposto una console di grandi dimensioni per dare impressione all'acquirente di spendere i propri soldi per un prodotto più grande e quindi migliore della concorrenza (infatti buona parte dell'interno del Lynx è vuoto). Nintendo invece decise di puntare sulla portabilità della console, scelta che si rivelò vincente dato che l'utente medio del prodotto (rivolto ad un pubblico di giovanissimi) voleva poterlo trasportare con facilità e quindi prediligeva un prodotto compatto e leggero per poterlo infilare ad esempio in tasca, nello zaino o in un marsupio.

## Atari Lynx II

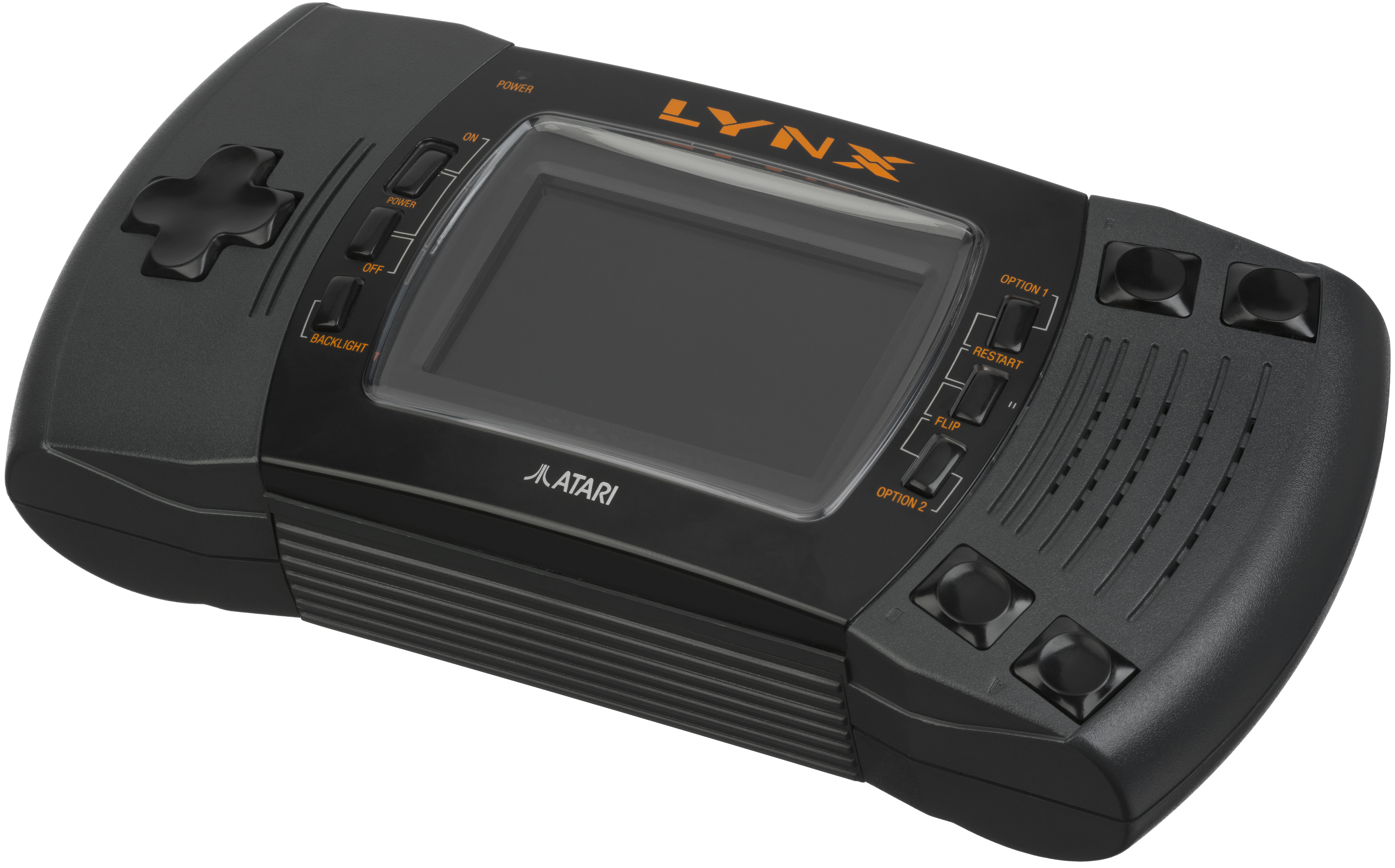
Atari Lynx II

Nel 1991 Atari ha presentato una nuova versione del Lynx, l'Atari Lynx II, tecnologicamente identica alla precedente, ma fornita di uno schermo più luminoso, un dispositivo di risparmio energetico e un case più piccolo e realizzato con una plastica migliore. Il nuovo Lynx era dotato anche di una presa per le cuffie stereo a differenza del precedente che utilizzava una presa mono.

## Specifiche tecniche
- 65SC02: microprocessore funzionante a 4 MHz (~3.6 MHz reali)
  - 8-bit CPU, 16-bit
  - Sottosistema Audio
    - 4 canali audio
    - 8-bit DAC per ogni canale

  - Video DMA per la gestione del display LCD
    - 4096 color (12-bit) palette
    - 16 colori simultaneamente per ogni riga (ad ogni fine riga i colori potevano essere modificati)

  - Orologi di sistema
  - Gestione Interrupt
  - UART (per ComLynx)
  - 512 bytes per avviare la console e caricare i giochi da cartuccia
- Suzy (16-bit custom CMOS chip funzionante a16MHz)
  - Blitter unità per gestire la copia della grafica
  - Sottosistema grafico
    - Gestione hardware del disegno
    - Illimitato numero di sprite gestiti con rilevazione delle collisioni
    - Copia, riscalatura e distorsione in hardware
    - Compressione e decompressione in hardware dati sugli sprite
    - Scrolling gestito in hardware
    - Gestione variabile della frequenza di aggiornamento video (massimo 75 Hz)
    - Risoluzione standard 160 x 102 (16,320 pixel). Possibilità di utilizzare un'alta risoluzione interpolata di 480 x 102.

  - Coprocessore matematico
    - Moltiplicazione e divisione hardware a 16 bit
    - Gestione parallela delle moltiplicazioni e divisioni
- RAM: 64Kbyte 120ns DRAM
- Cartuccia -  128, 256 e 512Kbyte esistenti, fino a 2Mbyte possibili
- Porte:
  - Porta microfono (mini-DIN 3.5mm stereo; nel Lynx I mono)
  - ComLynx (rete seriale tra Lynx)
- LCD Display da 3.5" di diagonale
- Sei batterie AA per 4- 5 ore di autonomia

## Videogiochi
Vennero pubblicati ufficialmente circa 100 videogiochi per Atari Lynx.
Lo sviluppatore Telegames produsse alcuni titoli anche dopo il ritiro della console, inoltre c'è una notevole produzione homebrew, specialmente dopo l'uscita del kit di sviluppo BLL (Behind Lynx Lines) nei primi anni 2000.
Secondo una selezione fatta dalla rivista Retro Gamer, dieci dei più grandi giochi per Lynx sono Chip's Challenge, Klax, Rampart, Lemmings, STUN Runner, Blue Lightning, Xenophobe, Alpine Games (homebrew), Todd's Adventures in Slime World, Zarlor Mercenary. In un'altra occasione la rivista cita anche BattleWheels, RoadBlasters, Paperboy.